# داريو تشرنكا
داريو تشرنكا (بالكرواتية: Dario Černeka)‏ مواليد 7 ديسمبر 1991 في كرواتيا، هو لاعب كرة يد كرواتي يلعب كجناح أيمن. مثل منتخب كرواتيا لكرة اليد. حقق المركز الأول في بطولة العالم لكرة اليد للرجال شباب.

## الإنجازات
- الدوري الكرواتي لكرة اليد الوصافة (1): 2008
- بطولة العالم لكرة اليد للرجال شباب (1): 2009